# エミリアーノ・バルガス
エミリアーノ・バルガス（Emiliano Vargas、2004年4月16日 - ）は、アメリカ合衆国のプロボクサー。カリフォルニア州オックスナード出身。
父は元IBF・WBA世界スーパーウェルター級王者のフェルナンド・バルガス。

## 来歴

### プロキャリア
2022年5月14日、イングルウッドのザ・フォーラムにて、マーク・サルガドとライト級4回戦を行い、初回2分9秒KO勝ちを収め、プロデビュー戦を白星で飾った。
2022年11月12日、ラスベガスのパームス・カジノ・リゾートにて、ミゲル・コントレラスとライト級4回戦を行い、2回47秒KO勝ちを収めた。
2023年2月3日、グレンデールのデザート・ダイヤモンド・アリーナにて、フランシスコ・ドキューとライト級4回戦を行い、4回判定3-0（40-36 × 3）の判定勝ちを収めた。
2023年4月1日、タルサのハードロック・ホテル・アンド・カジノにて、エドガー・ウバジョとライト級4回戦を行い、2回1分21秒KO勝ちを収めた。
2023年5月20日、ラスベガスのMGMグランド・ガーデン・アリーナにて、デヴィン・ヘイニー 対 ワシル・ロマチェンコ戦の前座でラファエル・ジェソとライト級4回戦を行い、2回1分41秒KO勝ちを収めた。
2023年8月12日、グレンデールのデザート・ダイヤモンド・アリーナにて、ホルへ・ルイス・マルケス・アルバラドとライト級4回戦を行い、2回2分17秒TKO勝ちを収めた。
2023年9月15日、コーパスクリスティのアメリカン・バンク・センターにて、アレハンドロ・グアルダードとライト級6回戦を行い、3回1分7秒TKO勝ちを収めた。
2023年11月16日、ラスベガスのT-モバイル・アリーナにて、ブランドン・メンドーサとライト級6回戦を行い、2回57秒KO勝ちを収めた。
2024年3月29日、グレンデールのデザート・ダイヤモンド・アリーナにて、ネルソン・ハンプトンとライト級6回戦を行い、6回判定3-0（60-54 × 3）の判定勝ちを収めた。
2024年5月18日、サンディエゴのペチャンガ・アリーナにて、アンヘル・バレラ・ウレナとスーパーライト級6回戦を行い、6回1分1秒KO勝ちを収めた。
2024年6月29日、マイアミビーチのジェームズ・L・ナイト・センターにて、ホセ・ザラゴサとスーパーライト級8回戦を行い、初回1分32秒TKO勝ちを収めた。
2024年9月20日、グレンデールのデザート・ダイヤモンド・アリーナにて、ラリー・フライヤーズとスーパーライト級8回戦を行い、5回1分23秒TKO勝ちを収めた。
2025年3月29日、ラスベガスのフォンテインブルーにて、ジョバンニ・ゴンサレスとスーパーライト級8回戦を行い、2回2分6秒TKO勝ちを収めた。
2025年5月4日、ラスベガスのT-モバイル・アリーナにて、井上尚弥対ラモン・カルデナスの前座でフアン・レオンとNABF北米スーパーライト級ジュニア王座決定戦を行い、2回1分40秒TKO勝ちを収め、王座獲得に成功した。

## 戦績
- プロボクシング：15戦 15勝 (13KO) 無敗

| 戦           | 日付           | 勝敗 | 時間    | 内容    | 対戦相手                             | 国籍           | 備考                                       |
| ------------ | -------------- | ---- | ------- | ------- | ------------------------------------ | -------------- | ------------------------------------------ |
| 1            | 2022年5月14日  | ☆    | 1R 2:09 | KO      | マーク・サルガド                     | アメリカ合衆国 | プロデビュー戦                             |
| 2            | 2022年11月12日 | ☆    | 2R 0:47 | KO      | フリオ・マルティネス                 | アメリカ合衆国 |                                            |
| 3            | 2023年2月3日   | ☆    | 4R      | 判定3-0 | フランシスコ・ドキュー               | メキシコ       |                                            |
| 4            | 2023年4月1日   | ☆    | 2R 1:21 | KO      | エドガー・ウバジョ                   | アメリカ合衆国 |                                            |
| 5            | 2023年5月20日  | ☆    | 2R 1:41 | KO      | ラファエル・ジェソ                   | アメリカ合衆国 |                                            |
| 6            | 2023年8月12日  | ☆    | 2R 2:17 | TKO     | ホルへ・ルイス・マルケス・アルバラド | メキシコ       |                                            |
| 7            | 2023年9月15日  | ☆    | 3R 1:07 | TKO     | アレハンドロ・グアルダド             | スペイン       |                                            |
| 8            | 2023年11月16日 | ☆    | 2R 0:57 | KO      | ブランドン・メンドーサ               | アメリカ合衆国 |                                            |
| 9            | 2024年3月29日  | ☆    | 6R      | 判定3-0 | ネルソン・ハンプトン                 | アメリカ合衆国 |                                            |
| 10           | 2024年5月18日  | ☆    | 6R 1:01 | KO      | アンヘル・バレラ・ウレナ             | メキシコ       |                                            |
| 11           | 2024年6月29日  | ☆    | 1R 1:32 | TKO     | ホセ・ザラゴサ                       | メキシコ       |                                            |
| 12           | 2024年9月20日  | ☆    | 5R 1:23 | TKO     | ラリー・フライヤーズ                 | アメリカ合衆国 |                                            |
| 13           | 2025年3月29日  | ☆    | 2R 2:06 | TKO     | ジョバンニ・ゴンサレス               | アメリカ合衆国 |                                            |
| 14           | 2025年5月4日   | ☆    | 2R 1:40 | TKO     | フアン・レオン                       | スペイン       | NABF北米スーパーライト級ジュニア王座決定戦 |
| 15           | 2025年7月26日  | ☆    | 1R      | KO      | アレクサンデル・エスピノサ           | エクアドル     | NABF北米ジュニア防衛1                      |
| テンプレート |                |      |         |         |                                      |                |                                            |

## 獲得タイトル
- NABF北米スーパーライト級ジュニア王座